# Scarites gagates
Scarites gagates är en skalbaggsart som beskrevs av Franco Andrea Bonelli. Scarites gagates ingår i släktet Scarites och familjen jordlöpare. Inga underarter finns listade i Catalogue of Life.